# Логотип Миколаєва

Логотип та слоган Миколаєва

Логотип Миколаєва — туристичний та громадський логотип Миколаєва, адміністративного центру Миколаївської області та одного з найбільших міст України. Представлений у вересні 2019 року.

## Історія
У 2019 році, на честь 230-річчя міста, миколаївська громадська організація «МрійДій» замовила логотип та фірмовий стиль (брендбук) для міста Миколаєва у дизайнерської студії «Брендарі» з Івано-Франківська.
Влітку 2019 року робота була завершена, а 9 вересня пройшла презентація нового бренду, фірмового стилю та слогану Миколаєва. На презентації організація «МрійДій» оголосила, що вона дарує цей логотип місту та надає його у вільне користування усім охочим.
24 грудня 2020 року міська рада Миколаєва, ухвалила рішення затвердити цей логотип як офіційний туристичний логотип Миколаєва.

## Логотип
Логотип являє собою літеру «М» стилізовану під повні вітрила над хвилями, зверху за вітром майорить прапор, що символізує рух вперед та розвиток міста.

## Слоган
З кількох запропонованих варіантів слогану Миколаєва було обрано словосполучення «Місто на хвилі». Слоган говорить про географічне розміщення Миколаєва «на воді» (перетин двох річок та близькість до моря), прискорення розвитку міста, його амбіції та плани на майбутнє.